# Simmons-Becken
Das Simmons-Becken ist ein größtenteils eisfreies Becken im ostantarktischen Viktorialand. Es erstreckt sich zwischen den Solitary Rocks und den Friis Hills in südöstlicher Richtung unweit der Nordseite der Biegung des Taylor-Gletschers. Das untere östliche Ende wird vom Simmons Lake und einer Seitenzunge des Taylor-Gletschers eingenommen.
Das Advisory Committee on Antarctic Names benannte das Becken 1992 nach dem US-amerikanischen Biologen George M. Simmons Jr. von der Virginia Polytechnic Institute and State University, der ab 1977 über zehn Jahre Mannschaften des United States Antarctic Research Program bei Studien am Bonneysee, Fryxellsee, Hoaresee, Vandasee und weiteren Seen in den Antarktischen Trockentälern geleitet hatte.